# 星野真希
星野 真希（ほしの まき、1988年2月5日 - ）は、大阪府出身の元タレント、元グラビアアイドル。ホリプロ大阪に所属していた。学業優先のため2006年8月限りで芸能活動を休止。その後、大学合格の発表があったが2007年4月以降事務所のホームページに記載されておらず引退かと見られる。

## プロフィール
- 身長161cm、靴のサイズ24.5
- 3サイズ　B93(Gカップ)、W60、H87
- 血液型　O型
- 趣味　お菓子作り
- 特技　合気道、ピアノ、茶道
- 好きな食べ物　メロン、焼き肉、魚

## 出演
- 天使らんまん（毎日放送）
- おはようパイナポー!（2003年10月 - 2004年3月、テレビ大阪）

## 作品
- 1st DVD「Pure Smile星野真希」（2004年8月20日）
- 2nd DVD「g-girl fresh星野真希」（2004年12月10日）
- 3rd DVD「maki×maki」（2005年3月25日）
- 4th DVD「まきもの」（2005年10月20日）
- 5th DVD「Natural」（2006年1月27日）
- 6th DVD「私の取説～FILE.08」（2006年5月31日）

- 1st写真集「Scroll－スクロール」（2005年2月25日）